# Shay Sights
Shay Sights, née le 27 mars 1973 à Vancouver (Colombie-Britannique, Canada), est une actrice pornographique canadienne.

## Biographie
Elle est d'abord stripteaseuse à Toronto avant de se lancer dans le X en 1998 avec Interactive Sex Splash. Elle réalise ce premier film à Los Angeles sous la direction de Dyanna Lauren pour le studio Vivid. Elle a plus de 250 films à son actif, les plus connus étant Fem Aria, Acid Dreams, Pure Lust, Heavenly Bodies, Double Play, Nasty, entre autres.

## Récompenses
- 2002 AVN Award nominee – Best Group Sex Scene (Video) – X-Rated Auditions 3 (avec 8 autres)[1].
- 2004 AVN Award nominee – Best Tease Performance[2].
- 2006 AVN Award nominee – Best Group Sex Scene (Film) – Eternity (avec Lauren Kain et Randy Spears)[3].